# Теорема Птолемея

До теореми Птолемея.

Це не вписаний чотирикутник, через що рівність не справджується.

Теорема Птолемея — теорема елементарної геометрії, яка стверджує, що добуток довжин діагоналей вписаного в коло чотирикутника дорівнює сумі добутків довжин його протилежних сторін.
Тобто:
{\displaystyle \mid {AC}\mid \cdot \mid {BD}\mid =\mid {AB}\mid \cdot \mid {CD}\mid +\mid {BC}\mid \cdot \mid {AD}\mid }

## Нерівність Птолемея
Нерівність Птолемея, як узагальнення теореми, стверджує, що для кожного чотирикутника ABCD справджується:
{\displaystyle \mid {AB}\mid \cdot \mid {CD}\mid +\mid {BC}\mid \cdot \mid {DA}\mid \geq \mid {AC}\mid \cdot \mid {BD}\mid }
де рівність досягається лише у випадку вписаного в коло чотирикутника.
Нерівність також справджується для трикутної піраміди.

## Інтернет-ресурси
- Теорема Птолемея [Архівовано 7 вересня 2008 у Wayback Machine.]